# 马丁·德勒韦斯

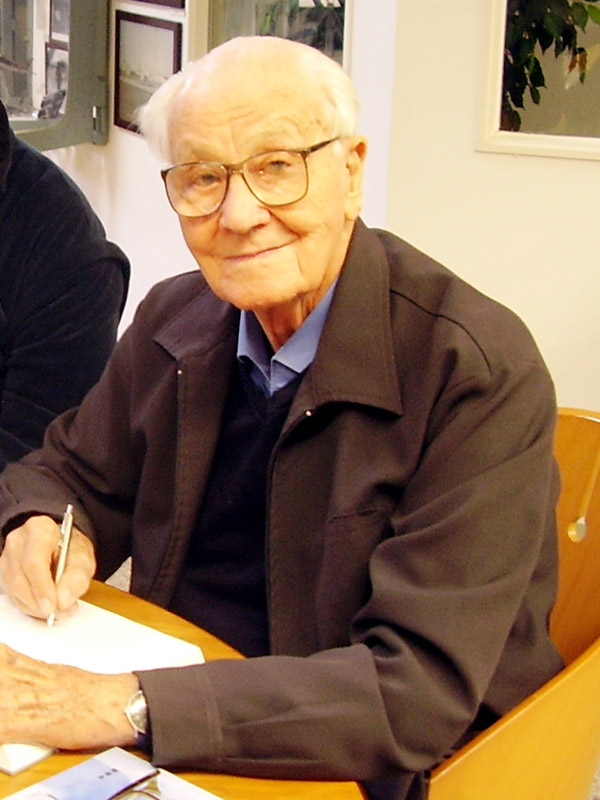
马丁·德勒韦斯

马丁·德勒韦斯（Martin Drewes，1918年10月20日—2013年10月13日）是一位納粹德國空軍飞行员，二战期间，他是納粹德國的夜間戰鬥機王牌飞行员。他主要驾驶Bf 110戰鬥機作戰，共取得52次空战胜利，其中的43次为夜间空战期間取得的。德勒韦斯的胜绩主要都是在西方战线戰場和帝國保衛戰中与英國皇家空軍交战時取得的。
1947年2月，马丁·德勒韦斯获释。 随后他离开德国，前往意大利。在热那亚，他又乘坐北王号轮船前往巴西，並于1949年8月20日抵达里约热内卢。 在那里，他創辦了企业，并与巴西女子杜尔塞·胡尔皮亚（Dulce Hurpia）结婚，后者为他生下了一个儿子，名叫克劳斯·德勒韦斯（Klaus Drewes），2010年，其妻子去世。马丁·德勒韦斯後來每年至少回德国一次。 2013年10月13日，他在巴西圣卡塔琳娜州的布盧梅瑙去世。